# Liste des villes du Maniema
Article principal : ville du Maniema en République démocratique du Congo
Au sens légal en vigueur en RDC, le Maniema ne comporte qu'une seule ville :
- Kindu

Autres localités et territoires :  
- Punia
- Lubutu
- Kalima
- Kailo
- Kampene
- Kasongo
- Kibombo
- Lusangi